# Peter Graßmann

Peter Graßmann

Peter Graßmann (*  28. Juli 1873 in München; † 25. Oktober 1939 in Berlin) war ein deutscher Gewerkschafter und sozialdemokratischer Politiker.

## Leben und Wirken
Graßmanns Vater war Stationsdiener. Nach der Volksschule besuchte Graßmann eine höhere Schule (Lateinschule) ging aber bereits vorzeitig ab. Nach der Schule machte er eine Lehre als Schriftsetzer und arbeitete bis 1903 in diesem Beruf.
Im Jahr 1893 trat er sowohl der Gewerkschaft wie auch der SPD bei. Bereits 1894 war Graßmann Vorsitzender des Gewerkschaftskartells in Solingen. Von Dezember 1903 bis 1908 war er Gauvorsteher des Verbandes der Deutschen Buchdrucker für Rheinland und Westfalen mit Sitz in Essen. Daneben war er seit 1905 Gehilfenvorsitzender im Buchdruckerschiedsgericht. Von 1908 bis 1919 war Graßmann zweiter Vorsitzender des Hauptvorstandes der Buchdruckergewerkschaft und von 1919 bis 1933 stellvertretender Vorsitzender des ADGB. Daneben war er von 1920 bis 1924 Mitvorsitzender der Zentralarbeitsgemeinschaft der Gewerkschaften und Arbeitgeberverbände. Außerdem war er aktiv im Internationalen Gewerkschaftsbund und Mitglied im Vorläufigen Reichswirtschaftsrat.
Vom Mai 1924 bis November 1932 war Graßmann Reichstagsabgeordneter für den Wahlkreis 34. Danach bis 1933 Mitglied im Reichstag über die Vorschlagsliste der SPD.
Während der Zeit des Nationalsozialismus war Graßmann mehrere Monate in Haft.